# Os Abismos da Meia-Noite
Os Abismos da Meia-Noite, também conhecido como Os Abismos da Meia-Noite ou as Fontes Mágicas de Gerénia, é um filme de fantasia português de 1984, realizado por António de Macedo e interpretado por Helena Isabel e Rui Mendes nos papéis principais. Foi a primeira longa-metragem do realizador português a abordar ou retratar temas esotéricos, sobrenaturais e de ficção científica, dando início a uma nova fase artística nas suas obras durante a década de 1980, seguindo-se os filmes Os Emissários de Khalôm (1988) e A Maldição de Marialva (1989). Foi também o primeiro filme que marcou o início da colaboração entre António de Macedo e o seu filho António de Sousa Dias, passando este a assinar a banda sonora de todas as suas longas-metragens.

## Produção

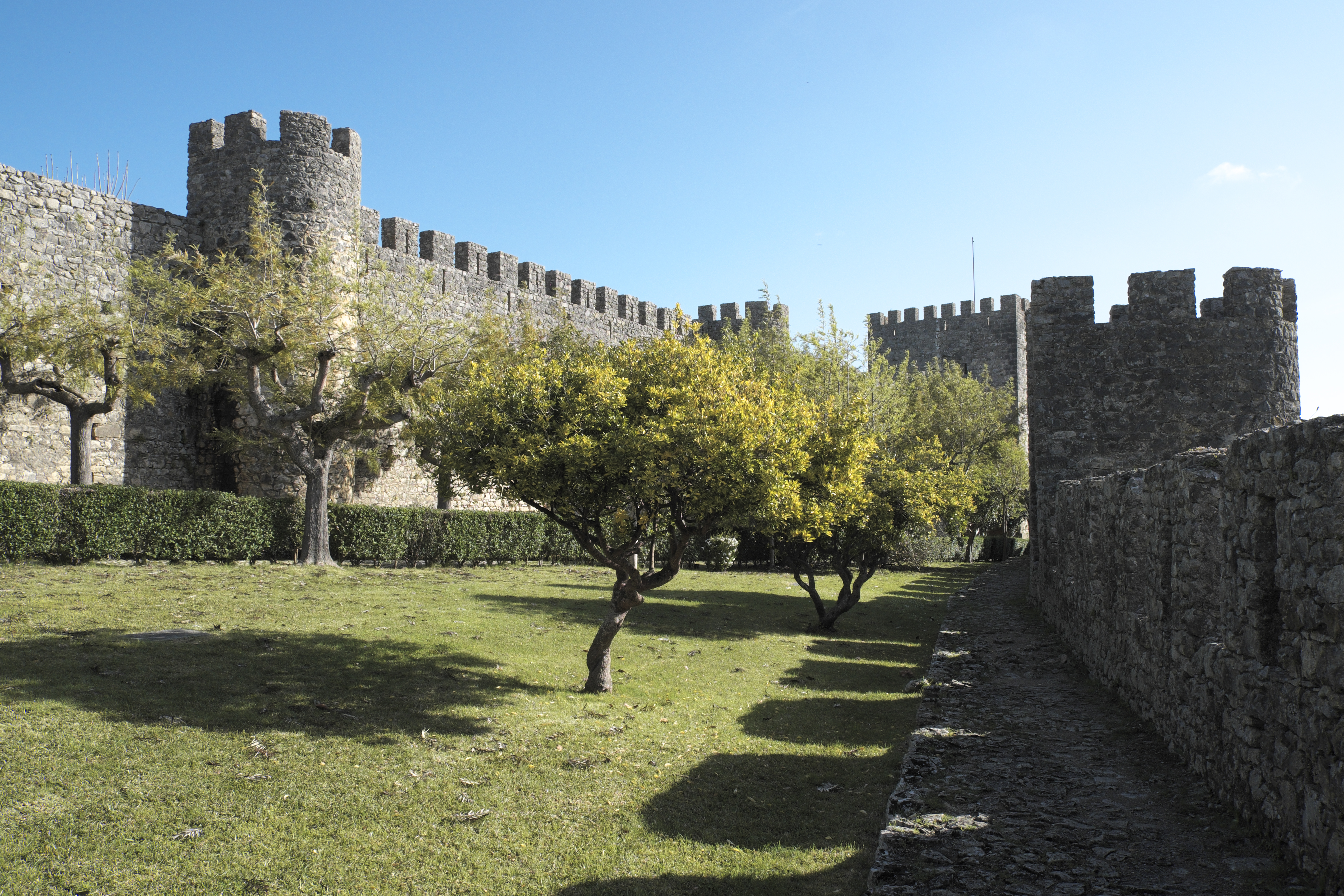
Castelo de Montemor-o-Velho

Filmado no Castelo de Montemor-o-Velho, para as cenas exteriores, e em Lisboa, nos estúdios da Tobis Portuguesa, em 1983, Os Abismos da Meia-Noite teve a sua apresentação ao público a 9 de setembro de 1983 no XII Festival Internacional de Cinema da Figueira da Foz, estreando oficialmente a 27 de janeiro de 1984 nos cinemas Condes e Hollywood, de Lisboa, Bocage, de Setúbal, e Gil Vicente, de Coimbra.

## Bilheteira
Tornou-se no segundo filme português mais visto do ano de 1984 em Portugal, com 100 408 espectadores nas salas de cinema, apenas superado por O Lugar do Morto de António-Pedro Vasconcelos.

## Sinopse
Irene, agente duma companhia de seguros, é encarregada de investigar o misterioso desaparecimento de um velho bibliotecário, numa cidade de província. No decurso das suas averiguações, conhece Ricardo, professor de História e amigo do desaparecido, que lhe revela o seu interesse pelas tradições lendárias da região e um antiquíssimo castelo medieval, cuja lenda refere que a entrada secreta do castelo somente se abre na noite de Natal, durante as doze badaladas da meia-noite. Decididos a averiguar a história e descobrir o que realmente aconteceu ao bibliotecário, juntos decidem visitar o castelo, iniciando uma aventura fantástica pelo tempo e em outras dimensões.

## Elenco
Elenco Principal:
- Helena Isabel, como Irene
- Rui Mendes, como Ricardo
- Eugénia Bettencourt, como Adelina
- Fernando Nascimento, como Luís
- Raquel Maria, como Auzenda
- José Eduardo, como Simão
- José Manuel Teixeira, como Filho
- Baptista Fernandes, como Magister
- Virgílio Castelo, como Médico
- Agostinho Alves, como Ilustre Contemplador
- António Assunção, como Gerente do Hotel
- Canto e Castro, como Chefe de Escritório
- Márcia Breia, como Conservadora do Museu
- Manuel Cavaco, como Recepcionista

Bailarinos:
- Alexandra Chafirovitch
- Augusto Silva Campos
- Cândida Conde Miranda
- Cristina Chafirovitch
- José Carlos Elisário
- Maria da Pureza Pinto Leite
- Maria Isabel Lopes Simões
- Maria João Palma
- Maria Margarida Vidal de Pinho
- Silvina Nunes Matias

## Equipa Técnica
Realização
- Realização: António de Macedo
- Assistente de Realização: Américo Patela
- Anotação: Júlia Buisel

Argumento
- Argumento: António de Macedo
- Diálogos: António de Macedo

Produção
- Produção: Cinequanon
- Director de Produção: Amílcar Lyra
- Chefe de Produção: João Franco
- Assistente de Produção: Cremilde Mourão, Raul Soares
- Secretária de Produção: Paula Veríssimo

Fotografia
- Estúdios: Tobis Portuguesa
- Laboratório de Imagem: Tobis Portuguesa
- Director de Fotografia: Elso Roque
- Assistente de Imagem: Alexandre Buisel, Vasco Riobom
- Chefe de Iluminação: Emílio Castro
- Electricista: João de Almeida, Carlos Sequeira, Amadeu Lomar, Mário Oliveira
- Maquinista: Joaquim Amaral

Montagem
- Direcção de Montagem: António de Macedo
- Assistente de Montagem: Pedro Pinheiro

Cenografia, Design e Adereços
- Direcção de Cenários: António Casimiro
- Cenários: Ildeberto Gama, Carlos Barros, Paulo Braga
- Assistente de Cena: Susana de Sousa Dias, Ermelinda Lopes
- Fotografia de Cena: Virgílio Ferreira
- Adereços: João Luís
- Assistente de Decoração: José Antunes
- Assistente de Figurinos: Maria de Lurdes Rocha, Susana de Sousa Dias
- Coreografia: Ana Teulon
- Poster designer: Judite Cília

Banda Sonora e Som
- Direcção Musical: António de Sousa Dias
- Direcção de Coro: César Batalha (Coro de Santo Amaro de Oeiras)
- Direcção de Som: Vasco Pedrosa
- Assistente de som: José Pedro Silva
- Sonoplastia e Mistura: António Bento, Luís Barão
- Técnico Musical: Moreno Pinto, Jorge Barata

## Competições e Prémios
| Ano  | Festival                                                | Categoria                              | Nomeado                  | Classificação          |
| ---- | ------------------------------------------------------- | -------------------------------------- | ------------------------ | ---------------------- |
| 1983 | XII Festival Internacional de Cinema da Figueira da Foz | Sessão de Apresentação                 | Sessão de Apresentação   | Sessão de Apresentação |
| 1984 | Instituto Português de Cinema (IPC)                     | Grande Prémio IPC                      | Os Abismos da Meia-Noite | Vencedor               |
| 1984 | Instituto Português de Cinema (IPC)                     | Melhor Argumento                       | António de Macedo        | Vencedor               |
| 1984 | Instituto Português de Cinema (IPC)                     | Melhor Som                             | António de Sousa Dias    | Vencedor               |
| 1984 | Instituto Português de Cinema (IPC)                     | Melhor Interpretação Feminina          | Helena Isabel            | Vencedora              |
| 1984 | Festival di Rimini                                      | Melhor Interpretação Masculina         | Rui Mendes               | Vencedor               |
| 2013 | Fantasporto                                             | Melhor Filme Fantástico: Retrospectiva | Os Abismos da Meia-Noite | Nomeado                |